# 麗王別姫〜花散る永遠の愛〜
『麗王別姫〜花散る永遠の愛〜』（れいおうべっき はなちるえいえいえんのあい、原題：大唐栄耀）は、2017年の中国のテレビドラマ。全82話。
中国では『大唐栄耀』第1期全60話（1話45分）、『大唐栄耀II』第2期全32話（1話32分）のシリーズ全92話として放映された。日本で2018年からDVDリリースされた内容は第2期が全22話（1話45分）に本国で再編集されたシリーズ全82話版。 

## あらすじ
唐の玄宗の時代。呉興の太守である沈易直の娘の沈珍珠は、幼い頃に命を救ってくれた名も知らない初恋の人と結婚したいと夢見ていた。だが、皇帝の孫である広平王との縁談が決まる。初恋の人を諦めることのできない珍珠は男装をし彼を探す冒険に出るのだった。その道中で図らずも親しくなったのが、身分を隠した広平王だった。そんななか珍珠の両親は何者かに殺され、悲しみにくれた珍珠は黒幕を探し復讐するためやむを得ず宮廷へ入るのだった。折しも宮廷では玄宗が愛妃の楊貴妃に溺れ、唐というより大国が揺らぎ始めていた。珍珠は黒幕を探し、そして初恋の人が広平王だとわかり二人で愛を育む。そんななか安史の乱が始まるのだった。

## スタッフ
- 原作：ツァン・ミンシュイ
- 演出：リウ・グオナン
- 美術：フォ・ティンシャオ
- 衣装：ホウ・ユンイー
- 撮影：プーン・ハンサン
- 音楽：S.E.N.S. Project

## 主題歌
- 為江山（オープニング）[2]

歌詞：段思思、作曲：譚璇、歌：孫楠
- 唐韵（エンディング）[3]

歌詞：李雪漫、作曲：譚璇、歌：譚晶
- 夙念（挿入歌）[4]

歌詞：周潔穎、作曲：譚璇、歌：郁可唯

## 出演
- 沈珍珠：ジン・ティエン（景甜）
- 李俶／広平王：アレン・レン（任嘉倫）（中国語版）
- 李倓／建寧王：チン・ジュンジエ（秦俊傑）（中国語版）
- 慕容林致：シュー・チャン（舒暢）
- 安慶緒：マオ・ズージュン（茅子俊）（中国語版）
- 独孤靖瑶：レジーナ・ワン（万茜）
- 黙延啜：ユー・シャオウェイ（于小偉）（中国語版）

- 李婼／徳寧郡主（中国語版）：チャン・ウェイナー（張維娜）
- 崔彩屏（中国語版）：タン・ジンメイ（湯晶媚）
- 韓国夫人：ヤン・ミンナー（楊明娜）
- 張妃／張皇后：リウ・ウェイウェイ（劉威葳）
- 李亨／粛宗：ワン・ジンソン（王勁松）
- 楊貴妃：ズン・リー（曾黎）
- 李隆基／玄宗：シン・ハン（秦漢）
- 韋氏／皇太子妃（中国語版）：方曉莉
- 裴良娣（中国語版）：耿黎明
- 李係／南陽王：朴鑠
- 李佋：徐葳羅
- 李适：章哲諭
- 李昇平（中国語版）：
- 安禄山：ラム・シュー（林雪）
- 楊国忠：ドゥ・ユェン（杜源）
- 史思明：ルー・シンユー（盧星宇）
- 風生衣：ツァオ・シーゴー（曹煜辰）
- 何霊依：リャン・ジンシェン（梁婧嫻）
- 霊児：范夢
- 厳明：呂鵬
- 張得玉：馮粒
- 沈易直：シェン・バオピン（沈保平）
- 姜氏：劉芳
- 沈安：ホアン・ティエンチー（黄天崎）
- 素瓷：ミー・ミー（米咪）
- 紅蕊：シュー・スーユー（徐思雨）
- 李白：ワン・ジウション（王九勝）
- 高力士：馬曉峰
- 李輔国：李天柱
- 陳玄礼：王鉑清
- 郭子儀：陳之輝
- 程元振（中国語版）：張海峰
- 哈絲麗：馬程程
- 尼比斐：王小偉
- 移地建：陳哲倫
- 詹可明：ウー・ハオ（呉濠）
- 葉護：チャオ・ドンザァ（趙東澤）
- 哲米依：羅米
- 李承寀（中国語版）：馬聞遠
- 万事通：張春仲
- 長孫鄂：屈剛
- 東則布（中国語版）：陳冠寧
- 阿奇娜：郭芮渓
- 独孤成：張志偉
- 薛嵩：張莘栄

## 放送リスト
| 第1話 | 初恋の君             | 2021年10月8日放送  | 年 月 日 |
| --- | -------------------- | ------------------ | -------- |
| 時は唐朝 元宝12年。皇太子妃の兄 韋堅は、楊国忠の陰謀により謀反の罪を着せられる。皇太子 李亨は己の保身のため皇太子妃を離縁。 その息子 李俶は母と伯父の無実を証明するため、伯父から伝えられた2人の人物を調べる決心をする。一方、呉興太守 沈易直の娘 沈珍珠は、東宮で開催される宮女の候補者となり長安へ向かうことに。 10年前に命を救ってくれた恩人を捜し出したい珍珠は、道中である行動に出る。2人の運命の歯車が回り出し...。               |                      |                    |          |
| 第2話 | 運命の出会い         | 2021年10月11日放送 | 年 月 日 |
| 知恵者の万事通は、酔仙醸なる酒を持参した者へ1つだけ質問に答えるという。沈珍珠はその酒を手に入れるため男装し詩会に参加。だが優勝し酔仙醸を手に入れたのは、ある若者だった。 刺客に追われるその若者を助けた珍珠は、万事通に質問する権利を"半分"譲ってもらうことに。恩人の残した玉佩を万事通に見せた珍珠は、その意外な答えに驚く。 一方、楊国忠と呉興太守 沈易直の関係を尋ねた李俶にも、意外な答えが返ってくるのだった。                    |                      |                    |          |
| 第3話 | 宮女選びの結末       | 2021年10月12日放送 | 年 月 日 |
| 宮女選びの試験で手を抜いた沈珍珠だったが、最終選抜での振る舞いが玄宗に気に入られ、意に反して入選してしまう。そして皇太子の進言により、広平王府の宮女として仕えることが決まったのであった。 楊国忠は水面下でたびたび沈家を訪れていたが、その目的は雲南王の独孤家を従わせることができると言われている令牌「麒麟令」だった。 それを知った李俶は急いで沈家へ向かい、「麒麟令」を自分に差し出すよう沈易直を説得するのであった。              |                      |                    |          |
| 第4話 | 想い人を探して       | 2021年10月13日放送 | 年 月 日 |
| 想い人に会うため出奔した沈珍珠は、思いがけず李俶に再会する。2人は旅を共にして親交を深めるのだった。李俶と別れたのち、珍珠は回紇に向かおうとするが、通行証がないため足止めを食う。 諦めきれない珍珠は回紇の難民に成りすまして旅を続けた。同じ頃、沈家に黒衣の男たちが押し入る。彼らは「麒麟令」を奪うために、楊国忠が放った刺客だった。 何も知らない珍珠は妙な胸騒ぎを覚えつつも、回紇の可汗と相対する。                                 |                      |                    |          |
| 第5話 | 異国での再会         | 2021年10月14日放送 | 年 月 日 |
| 沈珍珠が提案した作戦が功を奏し、可汗たちは伏兵を撃退する。可汗を狙ったのは吐蕃の叛徒 東則布だった。ちょうどそこへ東則布を追っていた李俶が現れ、またもや珍珠と再会する。 可汗に気に入られた珍珠は、可汗の協力を得て、命の恩人の玉佩について調べるが、手がかりとなる文献は7年前の火事で焼失していた。 一方、珍珠を見つけられず屋敷に戻った侍女の素瓷と護衛の紅蕊は、沈一家や使用人が皆殺しにされているのを発見する。                      |                      |                    |          |
| 第6話 | 珍珠の決意           | 2021年10月15日放送 | 年 月 日 |
| 女性であることを回紇の可汗と広平王 李俶に知られた沈珍珠は、李俶と唐への帰路に就くことに。その途中、沈家の惨事を伝えるため珍珠を捜しに来た安慶緒と出会い、 李俶に何も告げずにいなくなってしまう。実家に戻り惨状を目の当たりにした珍珠は、真相を明らかにすることを心に誓う。その頃、長安に戻った李俶も沈家の訃報を知ることに。 安慶緒の父 安禄山の助言を受け、珍珠は事件の黒幕を探るため広平王に嫁ぐことを決心する。                      |                      |                    |          |
| 第7話 | 覚悟の輿入れ         | 2021年10月18日放送 | 年 月 日 |
| 安慶緒は沈珍珠を連れて逃げようとするが、父親である安禄山に激しく叱責され、せっかんを受ける。結婚の覚悟を決めた珍珠は皇宮に向かい謁見を求めた。 婚儀の準備が着々と進む中、「沈さん」に密かに想いを寄せる李俶は、花嫁に期待が持てず、他人事を決め込む。だが結婚初夜、李俶は自分が娶った珍珠こそ「沈さん」だったことを知る。 喜ぶ李俶だったが、両親の敵討ちのために輿入れを決めた珍珠は、複雑な思いを隠せない。                            |                      |                    |          |
| 第8話 | 正妃への贈り物       | 2021年10月19日放送 | 年 月 日 |
| 慕容林致は皇太子妃に頼まれ皇太子の脈を診るのだが、皇太子が子を成せないほど体が弱っていることに気づく。だがその場では正直に言えず、お茶を濁してしまう。 沈珍珠は沈家で拾った令牌の紋様により、刺客の正体が宮中の貴人に仕える間者だと分かり、尚宮局へ潜入するため入宮をもくろむ。 一方、李俶は正妃に贈る品として韋氏からもらった腕輪を珍珠に贈り、王府の家務の権限を珍珠に移す。それを知った崔彩屏は激怒し...。                           |                      |                    |          |
| 第9話 | 偽物の腕輪           | 2021年10月20日放送 | 年 月 日 |
| 安禄山は契丹との戦で大きな軍功を上げた。楊国忠は安禄山の勢力が拡大することを恐れ、皇太子の李亨と手を組もうとする。李俶は安禄山が1年半にわたり怪しげな動きを見せていることを懸念していた。 彼らは安禄山を都に呼び出して、謀反を画策していないか確かめることにする。正妃になりたい崔彩屏は、子を成すべく色仕掛けで李俶に迫る。 その様子を部屋の外で聞いていた沈珍珠は、なぜか不愉快な気持ちになるのだった。                               |                      |                    |          |
| 第10話 | 安禄山の目論み       | 2021年10月21日放送 | 年 月 日 |
| 辺境より帰京した安禄山は、これまでの功績を認められ盛大な歓迎を受ける。そして玄宗の前で改めて忠誠を誓った。 一方、楊国忠は安禄山の長子と皇族の縁談を玄宗に提案し、その婚儀を理由に安禄山を都に留め、勢力をそごうと企む。 沈珍珠は、一族を皆殺しにした黒幕捜しのため尚宮局に忍び込もうとするが、安禄山に止められる。そして正妃になれば宮中のどこでも自由に出入りできるようになるため、正妃の座を狙うよう説得される。                      |                      |                    |          |
| 第11話 | 通じ合った想い       | 2021年10月22日放送 | 年 月 日 |
| 安家と面識があったことを広平王 李俶に知られ、気まずい関係となってしまった沈珍珠。だが安禄山はそれを逆手に取り、李俶に近づこうと画策する。 李俶と安禄山が接触したことに焦った楊国忠は皇太子 李亨に抗議を申し入れ、甥の鄭巽と徳寧郡主 李婼の婚儀の日取りを強引に取り決めてしまう。 一方、自分の李俶への想いにようやく気がついた珍珠は、「太湖の君」を忘れ、李俶との結婚生活を受け入れることを決心するのだった。                           |                      |                    |          |
| 第12話 | 揺らがぬ信頼         | 2021年10月25日放送 | 年 月 日 |
| 安禄山と契丹王の間で交わされていた密書を手に入れた楊国忠は、安禄山が密かに蓄えた財物を范陽へ運ぶのは、契丹王と結託し謀反を企てているからだと玄宗に訴える。 だが安禄山は、密書は捕虜となった息子を契丹王から取り戻すためと説明、財物を運ぶのも税収が激減し、兵の俸給や馬の購入金を私財で賄っているからだと釈明する。 それを知った玄宗は同情し、安禄山に一層の信頼を寄せる。一方、崔彩屏は沈珍珠を排除するため間者を利用し...。           |                      |                    |          |
| 第13話 | 悲しい誤解           | 2021年10月26日放送 | 年 月 日 |
| 沈珍珠が飲んでいる薬の残渣を素瓷が庭に埋めたところを見た揺児は、それを掘り返して崔彩屏に届ける。崔彩屏はその残渣を見て珍珠が李俶に危害を加えようとしていると疑い、李俶に報告する。 李俶はまったく取り合わなかったが、珍珠と紅蕊の会話を偶然にも聞いてしまい、薬は珍珠が自分の意思で飲んでいると知って激昂する。 珍珠は謝罪し釈明しようとするが、怒りと失望を感じた李俶は珍珠を寂しい離れに軟禁してしまうのであった。                    |                      |                    |          |
| 第14話 | 初恋の君の正体       | 2021年10月27日放送 | 年 月 日 |
| 李俶のために土笛を吹いていた沈珍珠は、途中で倒れてしまう。診察に来た慕容林致は、珍珠が毒に侵されていることに気づいた。 だが毒を盛った揺児は、すでに口封じのため殺されており、李俶にできることはない。珍珠は体内の毒を消すため、李白の館で療養する。 李俶に抱かれて温泉に入っていた珍珠は、衝撃の事実に気づくのだった。都では李婼の許婚、鄭巽が殺される。この一件が朝廷に新たな火種をもたらすことに...。                                 |                      |                    |          |
| 第15話 | 誕生日の贈り物       | 2021年10月28日放送 | 年 月 日 |
| 療養から広平王府に戻った沈珍珠は、翌日が李俶の誕生日であると知り、徹夜で手縫いの靴を完成させる。心のこもった贈り物に李俶は気持ちが和むが、楊国忠を刺激せぬよう表向きは崔彩屏を厚遇する。 端午節になると、李俶は避暑に行くという名目で、ある人物を訪ねる。一方、珍珠は避暑に同行せず亡くなった両親の供養をしに寺へ行く。 その寺にやってきた安慶緒は再び珍珠に言い寄るが、珍珠は頑なに拒否するのだった。                                  |                      |                    |          |
| 第16話 | 運命の告白           | 2021年10月29日放送 | 年 月 日 |
| 刺客から逃げ延びた先の小屋で、沈珍珠は命の恩人でもある長年の想い人が李俶であることを本人に告げる。李俶はその告白に感動し、２人は想いを通じ合わせた。 翌日、楊国忠が放った刺客が再び珍珠と李俶を襲うが、玄宗が李俶を捜索するために派遣した内飛龍使が駆けつけ2人を助ける。 だが内飛龍使は、その場にいた李俶の私兵に気づき、皇族が独自の兵を持つことは法に背く行為だとして李俶をとがめたのだが...。                                        |                      |                    |          |
| 第17話 | 笛の持ち主           | 2021年11月1日放送  | 年 月 日 |
| 再び万事通の元を訪れた沈珍珠は、呉興太守であった父 沈易直から沈家に代々伝わるお守りとして渡された玉佩が、雲南の独狐家の「麒麟令」であることを知らされる。 その帰り道、安禄山の密偵と接触した珍珠は、あの笛の持ち主が広平王 李俶であることを告げられ激しく動揺する。 李俶は金城郡の太守の殺害事案を調べるため、珍珠を伴い金城郡を訪れることに。物取りの犯行かと思われたが、李俶と珍珠の検分により新たな事実が判明し...。                 |                      |                    |          |
| 第18話 | したたかな宰相       | 2021年11月2日放送  | 年 月 日 |
| 葛勒可汗は皇宮に行き、東則布を朝廷に引き渡した。楊国忠が吐蕃と内通していたことが明らかになり、朝廷は大混乱に陥る。数々の証拠が挙がったことで、ついに楊国忠は投獄された。 楊貴妃は窮地に陥った楊国忠を助けるべく、玄宗に嘆願する。楊貴妃に頭が上がらない玄宗は、楊国忠の釈放を決めてしまう。李俶らは失望を禁じえなかった。 一方、広平王府では崔彩屏の懐妊が判明する。沈珍珠は激しく動揺するが、努めて平静を装うのだった。                |                      |                    |          |
| 第19話 | 予期せぬ懐妊         | 2021年11月3日放送  | 年 月 日 |
| 張侍医は体調不良を訴える沈珍珠を診察し、懐妊していることに気づく。だが珍珠には告げず韓国夫人に報告する。焦った韓国夫人は珍珠を流産させるため、妊娠初期には禁忌とされる活血薬を処方させる。 珍珠は慕容林致の脈診で懐妊の事実を知り、韓国夫人の企みを見抜くが、しばらく気づかぬふりを続ける。一方、朝廷では再び安禄山の謀反を疑う声が上がる。 玄宗はしぶしぶ安禄山を都へ呼ぶが、安禄山は病と称し入京を拒否する。                          |                      |                    |          |
| 第20話 | 深まる疑惑           | 2021年11月4日放送  | 年 月 日 |
| 崔彩屏は沈珍珠が自らの懐妊に気づくことを恐れ、焦って取り乱す。韓国夫人はその姿を見て、珍珠が服用している活血薬に流産を促す薬草を入れるよう銀娥と玉書に命じた。 李俶が両親の敵ではないかと疑っていた珍珠は、李俶の書斎で証拠捜しをするが、そこで父である沈易直の調査資料を見つけ、李俶への疑いが一層深まってしまう。 失意のうちに自室へと戻った珍珠に、崔彩屏に流産の危険があるとの知らせが届いたのだが...。                             |                      |                    |          |
| 第21話 | 広平王妃の座をかけて | 2021年11月5日放送  | 年 月 日 |
| 沈珍珠と崔彩屏は共に流産した。李俶は妻子を守れなかったことを悔やみ、かいがいしく珍珠を看病する。だが李俶を両親の敵だと信じる珍珠は、そっけない態度を取り続けるのだった。 子を失ったものの、李俶に気遣ってもらえない崔彩屏は、将来を悲観して取り乱す。そんな娘を哀れに思った韓国夫人は、楊貴妃の協力を得て一計を案じた。 勅命により、ついに李俶の正妃が決まる。だが勅命の内容は驚くべきものだった。                                      |                      |                    |          |
| 第22話 | 想い人との決別       | 2021年11月8日放送  | 年 月 日 |
| 王妃になれずとも皇宮に行く機会を得た沈珍珠は、皇太子妃の許可をもらって尚宮局に行く。 そこで実家で拾った令牌の紋様や記録を調べていると、令牌は皇太子府の間者の物であり、皇太子が共謀者であることが判明する。珍珠は長年李俶を想い続けたことを後悔し、敵討ちを再び心に誓う。 一方、参拝した寺の裏山で薬草を採っていた慕容林致は、ふと男女の会話を耳にする。近づいてみると、皇太子妃が見知らぬ男と密会しており...。                         |                      |                    |          |
| 第23話 | 伝わらぬ誠意         | 2021年11月9日放送  | 年 月 日 |
| 皇太子妃は慕容林致に史思明との密会を目撃されたかもしれないという不安から、林致を李倓と共に参内させて様子を探る。間もなくして密会場所に落ちていた手巾が林致の物だと判明した。 李俶が沈安を捕らえたのではないかと疑っていた沈珍珠は、書斎に忍び込んで手がかりを捜すが、うっかり隠し部屋に入ってしまう。 そこへ戻ってきた李俶と風生衣に見つかってしまうのだが、王府内の秘密はすべて話すと珍珠に約束していた李俶は、珍珠をとがめなかった。  |                      |                    |          |
| 第24話 | 行方知れずの2人      | 2021年11月10日放送 | 年 月 日 |
| 史思明との密会を慕容林致に知られた皇太子妃は、林致を親友の沈珍珠もろとも葬り去ろうと企む。手傷を負うも何とか刺客から逃れた林致だったが、運悪く人買いに売られてしまう。 一方の珍珠は、阿奇娜と何霊依の策略にはまり、ある茶楼におびき出される。 珍珠を守ろうとした紅蕊は何霊依の手にかかって命を落とし、珍珠は薬を飲まされて箱に閉じ込められ、阿奇娜と共に唐の国境を越えて西域に連れ去られようとしていた。                                |                      |                    |          |
| 第25話 | 回紇の政変           | 2021年11月11日放送 | 年 月 日 |
| 沈珍珠は金城郡を出たところで、偶然通りかかった葛勒可汗に救われる。だが彼女は阿奇娜に盛られた毒のせいで、口が利けず目も見えなくなっていた。 そのため葛勒可汗は、助けた女の正体が珍珠だと気づかない。珍珠を連れた葛勒可汗一行は雪山で雪崩に巻き込まれる。 その衝撃で声が出せるようになった珍珠は、ようやく葛勒可汗に正体を明かした。葛勒可汗は珍珠と共に皇宮に戻る。だが皇宮は異様な雰囲気に包まれて...。                                 |                      |                    |          |
| 第26話 | 回紇の月             | 2021年11月12日放送 | 年 月 日 |
| 葛勒可汗の妻 哈絲麗は、可汗の留守に乗じて可汗の弟と共に謀反を起こす。哈絲麗は家族の敵である可汗に復讐する機会をうかがっていたのだ。 だが彼女の家族を皆殺しにしたのは別の部族の者で、哈絲麗は誤解していただけだった。結局、可汗の説得も空しく、哈絲麗は自ら命を絶ってしまう。 一方、沈珍珠を追って回紇に向かっていた李俶は、徒歩で雪山を越えようとするが、雪崩などの災難に遭い、風生衣以外の配下を全員失うのだった。                     |                      |                    |          |
| 第27話 | 行方知れずの2人      | 2021年11月15日放送 | 年 月 日 |
| 葛勒可汗に保護され回紇の王宮に滞在していた沈珍珠であったが、獄中死した東則布の敵討ちのため王宮に忍び込んだ阿奇娜に危うく殺されかける。 その時、偶然部屋に入ってきた李俶は、珍珠をかばって阿奇娜に刺され、間もなくして意識を失ってしまう。 阿奇娜の刀には4種類の猛毒が塗られていたが、回紇の医者はすべての毒の種類を突き止めることができないため、解毒剤を作れないと言う。目覚めない夫を前にして珍珠は複雑な思いを抱くのであった。       |                      |                    |          |
| 第28話 | 売られた王妃         | 2021年11月16日放送 | 年 月 日 |
| 慕容林致の行方は一向に分からず、李倓は荒れていた。心配した配下は、気晴らしと称して、李倓を茶屋に連れていく。そこは偶然にも、林致が監禁されていた場所だった。 李倓は、ついに妻を救い出す。だが拉致事件の衝撃から立ち直れない2人は、元どおりの関係に戻れず、苦悩する。 回紇では、ついに目覚めた李俶が阿奇娜を尋問していた。阿奇娜の供述から、配下に裏切り者がいることを知った李俶は、ある人物を疑い始める。                               |                      |                    |          |
| 第29話 | 変わり果てた友       | 2021年11月17日放送 | 年 月 日 |
| 慕容林致の肌に「娼」という焼き印を見つけた李倓は、感情を抑えきれず、激怒してしまう。そんな李倓の態度に、林致は追い詰められていくのだった。 沈珍珠は安慶緒と結託して、李俶を暗殺しようとする。だが黙延啜が駆け付けたため、計画は水の泡になった。都に戻った珍珠は、林致の身に起きた不幸を知る。 変わり果てた友の姿を見て、珍珠は涙を抑えられない。復讐の決意を強めた珍珠は、安禄山の密偵と会うが...。                                     |                      |                    |          |
| 第30話 | 断ち切れた絆         | 2021年11月18日放送 | 年 月 日 |
| 慕容林致を拉致した人物を突き止められずに悶々としていた李倓は、林致と離縁するよう皇太子に命じられる。王府に置いておけば、いずれ陛下から賜死させられるというのが理由であった。 果たして離縁状を渡された林致は生きる気力を失い、自害を試みるのだが、沈珍珠に阻まれ一命を取り留める。後日、李倓を助けてほしいと李俶が林致を訪ねてくる。 李倓は重い病を患い、侍医でもなす術がなく、瀕死の状態に陥っていた。                                  |                      |                    |          |
| 第31話 | 姉と弟               | 2021年11月19日放送 | 年 月 日 |
| 離縁を決心して李倓に同心結びを返した慕容林致は、広平王府に戻ってすぐに沈珍珠の前で倒れてしまう。そして目が覚めた時には李倓と出会ってからの記憶を無くしていた。 一方、李俶は沈安が見つかったという知らせを受け、王府へ連れ帰るよう命じる。沈家を襲ったのは何霊依ではないかと疑っていた李俶は、沈安の反応を見ようと何霊依を王府に呼ぶ。 何霊依の姿を見た沈安はおびえだし、駆けつけた珍珠に抱かれてようやく落ち着きを取り戻したのだが...。 |                      |                    |          |
| 第32話 | 偽りの麒麟令         | 2021年11月22日放送 | 年 月 日 |
| 沈安の指摘により何霊依の正体に疑問を持った広平王 李俶と沈珍珠は、偽物の「麒麟令」を使って何霊依に罠を仕掛ける。 2人の思惑どおり「麒麟令」を盗んだ何霊依が向かった先は、楊国忠の屋敷だった。沈家の本当の敵は李俶でなく、楊国忠であったことを知った珍珠。 ようやく誤解が解けた2人は再び心を通じ合わせる。一方、李俶の罠にはまり偽物の「麒麟令」をつかまされたことに気づいた楊国忠は、李俶に対する恨みを募らせるのだった。                 |                      |                    |          |
| 第33話 | 酒宴の悲劇           | 2021年11月23日放送 | 年 月 日 |
| 李倓は慕容林致が記憶を失ったと知りショックを受ける。自暴自棄になった李倓を立ち直らせるため、李亨や張氏は竇如知の娘、蓮児との再婚を勧めた。 だが李倓は頑として受け付けない。ある日、泥酔した李倓は馮尚書の誕生日を祝う宴席に招かれる。だが宴席で、宿敵の竇如知と口論になり、相手を刺し殺してしまった。 身柄を拘束された李倓は黙秘を続け、父や兄の助けすら拒否する。李俶は弟を救うべく手を尽くすのだった。                                |                      |                    |          |
| 第34話 | 遺体を巡る攻防       | 2021年11月24日放送 | 年 月 日 |
| 李倓は沈珍珠の説得に応じて、竇如知を殺した際の詳細を話し始める。実は竇如知は、李倓に殺されたわけではなく、長年飲んでいた霊薬の毒に当たり死んでいた。 竇如知の死を利用して李倓を排除しようと企んでいたのは、皇太子妃 張氏だったのだ。張氏は真相が発覚する前に、竇如知の遺体を処理しようと奔走する。 また李倓が厳罰に処されるよう、楊貴妃にも働きかける。絶体絶命に陥った李倓を救うため、李俶と珍珠は宮殿でひざまずき続けた。             |                      |                    |          |
| 第35話 | 郡主の作戦           | 2021年11月25日放送 | 年 月 日 |
| 安禄山の謀反を疑う奏状が北方から続々と届くようになり、玄宗は大臣たちと協議を重ねていた。李俶は安禄山を宰相に任じ、平盧と河東の節度使を解任することで兵力をそぐよう進言する。 だが楊国忠は無学の安禄山を宰相に任じるのは一国の恥と猛反対する。一方、徳寧郡主 李婼は范陽にいる安慶緒に会いたい一心で、通行手形を偽造しようとするが、 李俶に見つかり部屋に閉じ込められてしまう。そこで李婼は仮病を使って玄宗の同情を誘い...。              |                      |                    |          |
| 第36話 | 仕掛けられた罠       | 2021年11月26日放送 | 年 月 日 |
| 徳寧郡主 李婼との結婚を命じられ都入りした安慶緒のもとへ、「済世堂で待つ」と記された沈珍珠からと思われる文が届く。 慕容林致の診察を受けるため済世堂を訪れていた珍珠は、安慶緒がやって来た途端に帰ろうとするが、彼に止められてしまう。 安慶緒の跡をつけてきた李婼は、2人の様子を見て李俶への裏切りだと言い珍珠を責めるのだった。そこへ図ったように韓国夫人と崔彩屏が噂好きの夫人たちを連れて済世堂へやって来たのだが...。                 |                      |                    |          |
| 第37話 | 安史の乱             | 2021年11月29日放送 | 年 月 日 |
| 李俶らの反対もむなしく、玄宗は楊国忠の進言に従い、安禄山を節度使から解任することに決めた。これを機に安禄山は謀反を起こす。安禄山を討伐するため、李俶や李倓は出陣を命じられた。 大勢の朝臣が事態を深刻にとらえる中、楊国忠だけは楽観視をやめず、李俶はいらだつ。出陣前夜、李俶は身重の妻を残していくことに不安を感じていた。 唐軍の抵抗もむなしく、安禄山の軍は破竹の勢いで進軍する。戦火は都に迫りつつあった。                          |                      |                    |          |
| 第38話 | 敵は味方にあり       | 2021年11月30日放送 | 年 月 日 |
| 張氏は邪魔者の沈珍珠とその子を始末するため刺客を放つ。風生衣の助けで事なきを得た珍珠は、張氏への警戒を強めるのだった。一方、戦地に赴いた慕容林致は、 偶然にも李倓がいる幕舎に連れてこられる。李倓は思わぬ再会に喜ぶが、自分を恐れる林致の姿を見て、後悔を深めるのだった。河北では李倓らが賊軍を次々と破り、潼関を守る李俶も善戦する。 しかし一気に范陽を攻めようとした矢先に、思わぬ邪魔が入ることに...。                               |                      |                    |          |
| 第39話 | 迫りくる敵軍         | 2021年12月1日放送  | 年 月 日 |
| 賊軍が潼関に迫っていることを知った沈珍珠は、出征した李俶が心配でたまらなかった。 珍珠に世継ぎを産ませたくない皇太子妃は、李俶が関外で戦死したという偽情報と、偶然手に入れた品と共に、広平王府に届けさせる。珍珠は衝撃を受けて予定日より早く産気づくが、 なんとか無事に男の子を出産する。一方、長安に迫る賊軍から身を守るため、玄宗は蜀郡への避難を決める。だがその通知は広平王府だけに届いておらず...。                                 |                      |                    |          |
| 第40話 | 留まる覚悟           | 2021年12月2日放送  | 年 月 日 |
| 玄宗一行は長安を捨て剣南へ向かったが、出立の知らせを受けなかった沈珍珠は置き去りにされてしまう。それを知った珍珠は、自分は馬車の揺れに耐えうる状態でないため、 李适だけでも無事に逃してほしいと張得玉に頼む。一方、戦場より生還した李俶は、潼関を失ったことを玄宗より叱責され、一晩中ひざまずかされる。 やがて玄宗の怒りが静まり護衛を命じられた李俶だったが、珍珠が長安に残っていることを知り迎えに行こうとするのであった。            |                      |                    |          |
| 第41話 | 長安からの脱出       | 2021年12月3日放送  | 年 月 日 |
| 素瓷と共に長安に取り残された沈珍珠を救い出すべく、風生衣が広平王府へ戻ってくる。隠し部屋の秘密の通路を抜け城外へ脱出を試みた３人だったが、あと一歩のところで謀反軍に取り囲まれる。 再会を喜ぶ安慶緒。だが安禄山の命により宮中へ連行された珍珠は、安慶緒の手にかかり処刑されてしまう。 珍珠の死の知らせを受けた李俶は、珍珠と交わした沈家の敵を討つという約束を果たすため、ついに楊国忠を倒すことを決意するのだった。                    |                      |                    |          |
| 第42話 | 奸臣の末路           | 2021年12月6日放送  | 年 月 日 |
| 風生衣が城壁から盗んできた遺体は沈珍珠ではなかった。妻が生きていると知り、李俶は安堵と喜びの涙を流す。 すぐにでも珍珠を助けに行きたい李俶だったが、その前に楊国忠を排除するという大仕事を済ませねばならなかった。李俶は寵愛が深い楊国忠を確実に失脚させるため、李倓や陳玄礼と共に一計を案じる。 玄宗は楊国忠を助けようとするが、将兵たちに迫られて処刑を認めるしかなかった。だか楊一族に対する将兵の怒りは収まらず...。                 |                      |                    |          |
| 第43話 | 二つの顔を持つ女     | 2021年12月7日放送  | 年 月 日 |
| 玄宗は蜀郡に逃げる決意を固めていたが、李亨や李俶たちは南下に反対だった。李俶は玄宗を説得するため民を使うことにする。北方に残ることになった李亨たちは、長安を回復すべく軍略を練るのだった。 一方、長安に取り残された沈珍珠は、独孤靖瑶の監視下に置かれていた。珍珠は秘密通路を見つけ出し、長安からの脱出を試みるが、途中で刺客に襲われてしまう。 駆けつけた安慶緒に命を救われたものの、二度と脱出はかなわなくなった。                    |                      |                    |          |
| 第44話 | 後宮の争い           | 2021年12月8日放送  | 年 月 日 |
| 沈珍珠を救出するため、李俶の配下の厳明が長安にやってくる。珍珠は両親の敵 楊国忠が死んだことを知らされ、感慨に浸る。 厳明と珍珠は、安慶緒と独孤靖瑶の婚儀が行われる５日後に長安から脱出することを約束する。一方、玄宗と別れ、北上していた皇太子一行は、朔方付近で宿営を張る。 皇太子妃は皇太子に媚びる裴良娣が気に食わず、罠にはめて李俶もろとも排除しようと企てる。その罠とは李俶と裴良娣を密通させることだったが...。                  |                      |                    |          |
| 第45話 | 強引な求婚           | 2021年12月9日放送  | 年 月 日 |
| 花嫁を迎えに来たと見せかけ、実は独孤一族を排除するために独孤府を訪れた安慶緒は、到着するなり独孤靖瑶の父と従兄を殺してしまう。 そして花嫁に対しては公平な勝負を提案して剣を渡すが、その正体が沈珍珠だと知ると一転、自分に嫁ぐよう迫るのであった。 一方、父と従兄の死の知らせを聞き、長安に駆けつけた独孤靖瑶は、2人の屍を前にして安禄山への復讐を誓う。そして自分の身代わりにした珍珠を安慶緒の元から救出しようと試みるが...。          |                      |                    |          |
| 第46話 | 玄宗の決意           | 2021年12月10日放送 | 年 月 日 |
| 国璽と譲位の冊書を授かるため蜀郡を訪れた広平王 李俶。図らずもその時、国璽を狙い永王が謀反を起こす。謀反軍を制圧した李俶に、玄宗 李隆基は国璽と譲位の冊書を渡し、 皇帝の地位を李亨に譲ることを約束する。一方、独孤靖瑶の助けで長安を逃れた沈珍珠は、行き倒れているところを偶然通りかかった葛勒可汗 黙延啜に救われる。 だが可汗が捕らえてきた敵の将軍から、徳寧郡主 李婼が処刑されると聞き愕然とするのだった。                            |                      |                    |          |
| 第47話 | 二人の夫             | 2021年12月13日放送 | 年 月 日 |
| 李俶は長安に取り残された沈珍珠と李婼を助けに行こうとするが、李亨に止められる。反抗する李俶は牢獄に入れられてしまった。 一方、葛勒可汗に助けられた珍珠は、安慶緒に捕らえられた李婼が気がかりでならない。葛勒可汗は、そんな珍珠の気持ちを察して、李婼を救出に向かった。 無事、李婼を助けた珍珠たちは唐軍の元へと急ぐが、途中で安慶緒に見つかってしまう。珍珠は皆を助けるため、再び安慶緒に捕らわれるのだった。                            |                      |                    |          |
| 第48話 | 粗暴な皇帝           | 2021年12月14日放送 | 年 月 日 |
| 李俶と葛勒可汗は楽師に扮して洛陽の皇宮に潜入する。皇帝となった安禄山は、以前にも増して粗暴になっていた。そんな安禄山に周囲は反感を強める。 内侍の李猪児も、その1人だった。李猪児の思いに気づいた李俶は、彼を仲間に引き入れようと画策する。同時に李俶は、ある楽府の一節を文にしたため沈珍珠に送る。 それを見た珍珠は、李俶がそばまで来ていることを知り、涙するのだった。そして珍珠の誕生日、ついに再会がかなう。                         |                      |                    |          |
| 第49話 | 因果応報             | 2021年12月15日放送 | 年 月 日 |
| 安禄山は段皇后の子 安慶恩を皇太子に冊封するよう内密に話を進めていた。これを知った安慶緒は、燕の建国に貢献した自分をないがしろにする父親に愛想を尽かし、父親の殺害を決意する。 一方、李俶と葛勒可汗たちも安禄山を始末し、沈珍珠を救出するつもりでいた。ある晩、珍珠が李猪児に呼ばれて安禄山の寝宮へ行くと、安慶緒が大勢の兵と共に乗り込んでくる。 珍珠は躊躇なく父親を刺し殺すかつての幼なじみに驚愕するのだった。                       |                      |                    |          |
| 第50話 | 重なる試練           | 2021年12月16日放送 | 年 月 日 |
| 李俶と沈珍珠は凰翔までの道すがら訪れた村で、村人の食糧を奪う賊と戦う女将軍に出会う。そしてその将軍は、賊との戦いの際に助太刀をしてくれた李俶に心を奪われてしまう。 一方、珍珠が無事に戻ってきたことを快く思わない張皇后は、珍珠が長安に取り残されていた時に安慶緒に嫁いだということを粛宗の耳に入れる。 すると粛宗は激怒して珍珠の元を訪れ、生きて戻ったのは唐の恥だとして寺へ行き尼僧になるよう命じるのであった。                      |                      |                    |          |
| 第51話 | 再び現れた刺客       | 2021年12月17日放送 | 年 月 日 |
| 李倓は太原城の包囲を解くため戦っていた最中、顔に大きな傷を負う。だが傷のおかげで慕容林致との距離が縮まり、李倓は大喜びする。 張皇后は李俶に対抗するため、李係を天下兵馬大元帥に据えようと画策していた。だが李泌は無能な李係に重責は担えないと判断し、謹慎中の李俶の復職を願う。 同じ頃、浄慧寺にいた沈珍珠は何者かに命を狙われる。幸い事なきを得たものの、珍珠は両親の敵が別にいるのではと考え始めた。                                  |                      |                    |          |
| 第52話 | 戦乱の傷跡           | 2021年12月20日放送 | 年 月 日 |
| 沈珍珠は、ようやく李俶の元に戻ることができた。王府に戻った珍珠は、正気を失った崔彩屏を見て、同情する。また、かつては天真爛漫だった李婼も、すっかり様変わりしていた。 李亨は李俶と李係のどちらを天下兵馬大元帥に任じるか悩んでいた。折しも長安に向かう途中の大散関を、屠安という将軍が占拠する。 李亨は大散関を先に攻略した者を、天下兵馬大元帥に任じると宣言した。それを聞いた李俶は、風生衣と2人で敵陣に乗り込むが...。                |                      |                    |          |
| 第53話 | 長安奪還             | 2021年12月21日放送 | 年 月 日 |
| 沈珍珠に「麒麟令」を出されて懇願された独孤靖瑶は、李俶に協力することを承諾し、唐軍と共に長安の奪還に挑む。周到な作戦が功を奏し、唐軍は無事長安を奪い返す。 だが凱旋入城した際、李俶を刺客からかばおうとした独孤靖瑶は矢に射られ、重傷を負ってしまう。診察した侍医は独孤靖瑶が子を身ごもれない体になったと李俶に告げるのだった。 一方、洛陽で敗戦の報告を受けた安慶緒は憤怒し、唐軍を迎え討つため洛陽に15万の兵を集結させる。            |                      |                    |          |
| 第54話 | 皇后のもくろみ       | 2021年12月22日放送 | 年 月 日 |
| 広平王・李俶と独孤靖瑶の機転の利いた戦略で謀反軍を打ち破り洛陽を落とした唐軍は、ついに二都を奪還することに成功した。 数年ぶりに長安への帰京を果たした粛宗 李亨だったが、心労がたたり倒れてしまう。李亨の余命がもう長くないことを侍医から告げられた張皇后は、自分と李佋の新たな拠り所を手に入れようと、 敵軍の将軍である史思明に唐への帰順を促すため、史思明が李佋の実の父親である事実を明かすことを決意するのだった。                   |                      |                    |          |
| 第55話 | 諦め切れぬ想い       | 2021年12月23日放送 | 年 月 日 |
| 張氏からの文を見た史思明は、李佋が自分の息子かどうかを確かめるため、長安に上ることにする。同じ頃、慕容林致を諦め切れない李倓は、姿を偽り済世堂に行く。 長孫鄂の反対を受けつつも、下働きとして置いてもらえることになった李倓は、喜々として労働にいそしむのだった。広平王府では、戻ってきた素瓷が男の子を出産する。 だが出産を終えた素瓷は、夫の秘密を知り衝撃を受ける。それは、沈家の滅亡に関わる重大な秘密だった。                      |                      |                    |          |
| 第56話 | 本当の父親           | 2021年12月24日放送 | 年 月 日 |
| 沈珍珠は、素瓷の夫の文を李俶に見せる。李俶は生前の楊国忠の言葉を思い出し、沈家の事件を再び調査することに。 下働きとして済世堂で過ごす李倓は、次第に慕容林致との仲を深めていくが、ふとした瞬間に過去を思い出し、後悔にさいなまれるのだった。その頃、ついに史思明が長安にやってくる。 李佋が確かに自分の息子であることを確かめた史思明は、張氏と手を組むことを決意するが、そこへ張氏の動きを見張っていた李俶たちが乗り込み...。           |                      |                    |          |
| 第57話 | 操られた孺人         | 2021年12月27日放送 | 年 月 日 |
| 徐々に記憶が戻りつつあった慕容林致は、ふとしたきっかけで張皇后に殺されそうになった経緯を思い出し、李佋が陛下の実子であるはずがないと沈珍珠に告げる。 李佋の出生の秘密がばれたと知った霊児は、沈珍珠を殺すため崔彩屏に催眠術をかける。果たして崔彩屏は沈珍珠に襲いかかるが、李俶の一撃を受け亡くなってしまう。 一方、付近の川から赤子と女の死体が上がる。その女は李适の乳母で、同じく催眠術をかけられていた。                            |                      |                    |          |
| 第58話 | 昏睡した皇子         | 2021年12月28日放送 | 年 月 日 |
| 沈珍珠と李俶は、李佋が李亨の子ではないことを証明しようと考える。2人は特殊な薬を使い、李佋を昏睡状態に陥らせた。 そして李亨に謁見すると、李佋を目覚めさせる薬を作るため、実の父親の血が必要だとうそぶく。追い詰められつつあることを悟った張氏は思わぬ行動に出た。 一方、素瓷は山中で、亡くなったはずの子、逸を見つける。逸は何霊依に捕らわれていたのだ。逸を人質に取られた素瓷は、広平王府の秘密を漏らしてしまう。                       |                      |                    |          |
| 第59話 | 恩讐の行方           | 2021年12月29日放送 | 年 月 日 |
| 慕容林致を襲わせた黒幕が張氏だと知った李倓は、剣を帯びて蓬莱殿に押し入る。劇薬を投与した李佋が回復せず、絶体絶命に陥った張氏は、李倓の目の前で李佋に手をかけた。 李倓は慌てて張氏を止め、李佋を助けようとする。だが李佋はすでに、こと切れていた。ちょうどその場に李亨が現れる。張氏は李倓が李佋を殺したと主張し、裁きを求める。 激怒した李亨は、李倓に死罪を申し渡した。李俶は最愛の弟を助けるため奔走するが...。                       |                      |                    |          |
| 第60話 | 償い                 | 2021年12月30日放送 | 年 月 日 |
| 建寧王府に毒消しを届けに行った慕容林致は、霊児に捕らえられてしまう。李輔国は慕容林致を無事に解放してほしければ、李佋を殺したことを認める文を書けと李倓に迫る。 李倓は文を記して毒酒を飲み、慕容林致を連れて逃げようとするが、霊児が慕容林致に刃物を突きつけ、李倓から毒消しを奪おうとする。 一方、必死の嘆願も空しく李倓の死罪を覆すことができなかった李俶は、李倓を建寧王府から連れ去るよう風生衣に命令するのだが...。                 |                      |                    |          |
| 第61話 | 陰謀と帰順           | 2021年12月31日放送 | 年 月 日 |
| 建寧王・李倓の死に大きな衝撃を受けた広平王・李俶は、現実から逃れるため酒浸りの毎日を送っていたが、沈珍珠の叱咤激励に再起を促され、張皇后に復讐することを心に誓う。 一方、太上皇の地位を手に入れるため唐に帰順した史思明は、我が子 李佋の死を知らされ激怒するも皇后にうまく丸め込まれ、皇后との同盟関係を続けることになる。 史思明は李俶を陥れるために宴席で故意に李俶を褒め、粛宗・李亨の不興を買おうとするのだった。                   |                      |                    |          |
| 第62話 | 深まる溝             | 2022年1月3日放送   | 年 月 日 |
| 李亨は李俶に新しい王妃を娶るよう命じる。だが沈珍珠を大切に思う李俶は、父親の命令を拒絶した。自分に盾突くばかりの李俶に、李亨はいらだちを隠し切れない。 折しも史思明が、葉護は李俶の許可を得て略奪を繰り返したと密告する。李俶や葛勒可汗は疑惑を否定するが、李亨は聞く耳を持とうとしなかった。 また、この一件で葛勒可汗と葉護の関係は悪化する。葛勒可汗は李俶を助けるため一計を案じるが、それが思わぬ波紋を呼ぶことになり...。           |                      |                    |          |
| 第63話 | 投獄された皇子       | 2022年1月4日放送   | 年 月 日 |
| 李俶が投獄された。だが、これは李俶と独孤靖瑶が、張皇后を倒すために考えた計画だった。そうとは知らない沈珍珠は、李俶を救うために必死で薛嵩を捜す。 実のところ薛嵩は、独孤靖瑶の屋敷に監禁されており、頃合いを見計らい皇帝に真実を証言する算段だった。ところが隙を突いて薛嵩は姿を消す。結局、薛嵩を発見したのは沈珍珠だった。 沈珍珠は素瓷に薛嵩の世話を頼む。しかし素瓷は息子の命と引き換えに、薛嵩の毒殺を命じられていた。              |                      |                    |          |
| 第64話 | 捨て駒と漁夫の利     | 2022年1月5日放送   | 年 月 日 |
| 御前に引っ立てられた薛嵩は、李俶を陥れた黒幕の正体を明かそうとした瞬間、張皇后の侍女 霊児に殺されてしまう。霊児は李亨の殺害をも試みるが、李係が盾となり李亨を救う。 張皇后は腹心の霊児を捨て駒にし、李係に漁夫の利を与えるという茶番を演じたのだ。 立太子争いで李係が優勢となったため、李泌は強力な味方 独孤靖瑶を娶るよう李俶に進言、また張皇后から李係との縁談を勧められた独孤靖瑶も、李俶に娶ってほしいと申し出る。                  |                      |                    |          |
| 第65話 | 陥れられた将軍       | 2022年1月6日放送   | 年 月 日 |
| 独孤靖瑶は張皇后の陰謀により李係に乱暴されそうになるが、危機一髪のところで李俶に助けられる。 独孤靖瑶の身を案じた李俶は、彼女を広平王府へ連れ帰るが、そのことがきっかけで2人の皇子が彼女を巡って争ったという噂が長安中に広まってしまう。 独孤靖瑶は見舞いに来た珍珠に、皇族の面目を保つために自分が李俶か李係のどちらかに嫁がされるかもしれないと打ち明け、愛する李俶以外の妻にはなりたくないと泣きつくのだが...。                      |                      |                    |          |
| 第66話 | 新しい妃             | 2022年1月7日放送   | 年 月 日 |
| 独孤靖瑶は李俶に輿入れすることになる。想い人に嫁げたことを喜ぶ独孤靖瑶だったが、新婚初夜、李俶が口にしたのは沈珍珠の名前だった。 張皇后は、味方に付けるつもりだった独孤靖瑶を李俶に奪われ、気が気ではない。そんな彼女に、史思明は李亨暗殺を持ちかける。手っ取り早く2人で唐を乗っ取ろうというのだ。 野心が深すぎる史思明に危機感を抱いた張皇后は、彼を切り捨てることにした。張皇后の動きを知った李俶は、ある行動に出る。                 |                      |                    |          |
| 第67話 | 洛陽への旅           | 2022年1月10日放送  | 年 月 日 |
| 范陽に戻った史思明は、腹心の多くが左遷されたことを知る。張皇后の仕業だと確信した彼は、再び唐に背く決意を固めた。独孤靖瑶は李俶の心をつかめず思い悩む。 そんな彼女を見た沈珍珠は、単独で洛陽に行くことにした。独孤靖瑶と李俶を2人きりにして、仲を深めさせようと考えたのだ。そんな中、独孤靖瑶と李俶に史思明討伐の勅命が下る。 2人での行軍に胸を躍らせる独孤靖瑶だったが、沈珍珠を想い続けるばかりの李俶に、深く傷つく。                  |                      |                    |          |
| 第68話 | 誤解と凶行           | 2022年1月11日放送  | 年 月 日 |
| かつて何霊依の命令を遂行できなかった素瓷は、息子が殺されたと思い込み、自分も身を投げようとする。だが、そこへ現れた何霊依から逸の生存を知らされ、今度は独孤靖瑶の毒殺を命じられる。 二度も息子を見殺しにできないと考えた素瓷は、独孤靖瑶の粥に毒を仕込むが、独孤靖瑶によってあえなく暴かれる。 本来なら極刑に値する罪だったが、沈珍珠が陳情したため、李俶は素瓷の死罪を免じる。これに不満を持った独孤靖瑶は...。                         |                      |                    |          |
| 第69話 | 苦渋の決断           | 2022年1月12日放送  | 年 月 日 |
| 依然として昏睡状態にある李俶であったが、侍医の診断によると病の原因は恐らく非常に珍しい猛毒である雲南蠱毒だという。雲南という地名を聞いて独孤靖瑶のことが思い浮かんだ珍珠は、 彼女の元へ行き事情を探る。すると独孤靖瑶は自分が李俶に毒を盛ったことをすんなりと白状し、珍珠に対して解毒薬が欲しければ自ら離縁を申し出て李俶の元を去るよう要求するのであった。 珍珠は李俶の命を救うため王府を出ていく決心をするが...。                     |                      |                    |          |
| 第70話 | 望まぬ別れ           | 2022年1月13日放送  | 年 月 日 |
| 書斎に閉じ込められた沈珍珠は、葛勒可汗 黙延啜への文を素瓷に託す。文を受け取った可汗は珍珠の元を密かに訪れるが、楚王 李俶たちと鉢合わせしてしまう。 2人の仲を誤解した李俶は可汗に決闘を申し出る。騒ぎを聞きつけやって来た粛宗 李亨と皇后 張氏に、徳寧郡主 李婼は皆を守るため、可汗と密会していたのは自分だと嘘をつく。 一方、李俶との離縁を願い出た珍珠は、李亨の許しを得て、1人王府を去ることになるのだった。                           |                      |                    |          |
| 第71話 | つかの間の安らぎ     | 2022年1月14日放送  | 年 月 日 |
| 李俶はついに皇太子に封じられる。一方、楚王府を離れた沈珍珠は、李白の元に身を寄せていた。 李白と共に子供を教える日々に安らぎを見出す彼女だったが、再び戦火が迫っていると知り、故郷の呉興へ旅立つ。だが道中、賊軍討伐に来ていた唐軍に捕らわれ、道案内をするよう命じられる。 軍中に独孤靖瑶がいると知った珍珠は逃げようとするが、時すでに遅しだった。ぶ然とする独孤靖瑶に対して、珍珠は他人の空似だと言い張る。                            |                      |                    |          |
| 第72話 | 燕の皇后             | 2022年1月17日放送  | 年 月 日 |
| 沈珍珠は安慶緒に捕らわれ、鄴に連行される。一方、李俶たちは、鄴で籠城を続ける安慶緒を攻めあぐねていた。兵糧攻めや水攻めなど、様々な案が出るが、民を思う李俶は、最終的に正面攻撃を選ぶ。 同じ頃、魏州を攻略した史思明が、鄴に急行していた。彼の目的は燕の皇帝になることだ。李俶と史思明という2人の敵に追い詰められた安慶緒は、死を免れないと悟り、自暴自棄になる。 そんな彼に対して、珍珠は唐への投降を勧めるのだった。                   |                      |                    |          |
| 第73話 | 悲しい再会           | 2022年1月18日放送  | 年 月 日 |
| 唐と史思明という2つの強敵と対峙することになった安慶緒は、沈珍珠が余生を共にすると約束してくれたため、唐への投降を決意する。 それにあたり鄴へ呼ばれた李俶は、安慶緒の妻となった珍珠と再会し、安慶緒に求められるまま、悲痛な思いで二人の結婚を祝福する。 燕軍と唐軍が力を合わせて史思明を討てば激戦となるため、安慶緒は珍珠に呉興へ行くよう命じる。一方、鄴で李俶と安慶緒が接触したことは史思明の間者に知られていた。                     |                      |                    |          |
| 第74話 | 燕の最期             | 2022年1月19日放送  | 年 月 日 |
| 兵を率いて鄴へやって来た史思明は、入城する前に安慶緒への贈り物を披露したが、それは縄に手を縛られた珍珠であった。 城から出て服従せねば珍珠の縄を焼き切ると脅された安慶緒は、珍珠を救うため要求に従った結果、戦いの中で命を落としてしまう。 近くに潜伏して様子をうかがっていた李俶は、珍珠を救出して風生衣と共に戦地から離れるよう命じる。だがその道中で珍珠は、すでに李俶とは赤の他人であると告げ、去っていってしまう。                  |                      |                    |          |
| 第75話 | 回紇へ               | 2022年1月20日放送  | 年 月 日 |
| 李俶の元に、黙延啜が崩御したという知らせが届く。回紇では次期可汗の座を巡り、内乱が起きていた。そんな中、李婼が消息を絶つ。妹の身を案じた李俶は、回紇へ向かうことにした。 だが、しばらくして李俶まで行方知れずになる。困り果てた朝廷が頼ったのは、沈珍珠だった。回紇に着いた珍珠は、とある屋敷に招待される。 そこへ現れたのは、死んだはずの黙延啜だった。彼は葉護の裏切りの証拠をつかむため、死を装っていたのだ。                        |                      |                    |          |
| 第76話 | 義兄弟の死           | 2022年1月21日放送  | 年 月 日 |
| 回紇で再会を果たした李俶と沈珍珠。だが珍珠への怒りが収まらない李俶は、そっけない態度を取り続けた。2人の様子を見かねた黙延啜は、珍珠が離縁を切り出した本当の理由を、李俶に明かす。 李俶と珍珠の復縁は、黙延啜の最期の願いだった。翌日、可汗の座を狙う葉護と、正統な後継者である移地建が対峙する。戦いが始まろうとした時、姿を現したのは黙延啜だった。 彼は葉護の裏切りを暴くと、各族長に回紇への忠誠を誓わせる。                         |                      |                    |          |
| 第77話 | それぞれの道         | 2022年1月24日放送  | 年 月 日 |
| 黙延啜が崩御し、移地建の汗位継承が無事に終わると、回紇の皇后だった李婼は唐への帰国を許される。だが李婼は、嫌な思い出が多い長安には二度と帰りたくないと言い張り、 沈珍珠や哲米依と共に敦煌へ行くことに。一方、陳周が李俶を殺し損ねたと知った張皇后は、李俶が金城郡に入る前に必ず殺すよう何霊依に命じる。 また昏睡中だった李亨を無理やり目覚めさせ、李俶は亡くなったので新たな皇太子に李係を冊立してほしいと申し入れる。                  |                      |                    |          |
| 第78話 | 愛憎の果て           | 2022年1月25日放送  | 年 月 日 |
| 沈珍珠は史思明が金城郡に夜襲をかけたと聞き、急いで李俶の元へ向かう。金城郡で足止めされていた李俶一行は、城から姿を現した何霊依と衝突するが、独孤靖瑶や李承寀の助太刀により城門を突破する。 独孤靖瑶は手をつなぐ李俶と珍珠を見て、珍珠を追い出したことを李俶に知られたと悟り、李俶の元を去ることを決意する。 そして捕らえた何霊依を李俶の前に連れ出し処分を委ねるが、何霊依は独孤靖瑶の剣に自らの体を突き刺して絶命してしまう。          |                      |                    |          |
| 第79話 | 新たな命             | 2022年1月26日放送  | 年 月 日 |
| 張氏は毒薬で脅しをかけ、内飛龍使を味方に引き入れる。一方、東宮で息子の李适と遊んでいた沈珍珠は、激しいめまいに襲われた。 折よく訪ねてきた慕容林致は、珍珠の脈を診てショックを受ける。なんと珍珠は、余命いくばくもなく、なおかつ身ごもっていたのだ。 だが珍珠は、皇后との対立を深める李俶に心配をかけまいと、真実を隠し通すことにする。病状が落ち着いた李亨は、家族を連れて祈祷に出かけた。だが突然、刺客が現れて...。                   |                      |                    |          |
| 第80話 | 誤算                 | 2022年1月27日放送  | 年 月 日 |
| 寺に放たれた刺客は皇后の差し金だった。だが李亨は、それに気づかず、刺客を殺した李係に褒美を与える。 沈珍珠は、李俶の今後を託すために独孤靖瑶のもとへ会いに行くが突然、何者かに襲われる。珍珠を捕らえるよう命じたのは張氏だった。張氏は珍珠を人質にして、李俶を脅迫しようと考えたのだ。 だが李俶を殺すよう張氏が命じた時、従う者は誰1人としていなかった。孤立無援だと気づいた張氏は、李亨に剣を向ける。                                   |                      |                    |          |
| 第81話 | 崩御                 | 2022年1月28日放送  | 年 月 日 |
| 内飛龍使や李輔国の寝返りにより追い詰められた皇后は、人質に取っていた沈珍珠に剣を向ける。だが芝居を打った珍珠に気を取られている隙に剣を奪われ、もみ合ううちに転倒して命を落とす。 その一部始終を床の上で見ていた粛宗は、李俶に皇后の皇籍を剥奪することを命じ、唐の天下を託して崩御する。 一方、自らの命が長くないことを李俶に内緒にしておくよう慕容林致に頼んだ珍珠であったが、李俶は独孤靖瑶から真実を聞いてしまうのだった。            |                      |                    |          |
| 第82話 | すべては唐のために   | 2022年1月31日放送  | 年 月 日 |
| 李俶と沈珍珠は思い出の山小屋にやってくる。李俶は手ずから長寿麺を作り、珍珠の健康と長生きを願った。 皇宮に戻った李俶は、大臣たちから即位の礼を急ぐよう迫られるが、頑として聞き入れない。その様子を見た珍珠は、大臣の諫言に従い、民を第一に考えるよう李俶を説得するのだった。 即位の礼の当日、珍珠は療養と称して南方に旅立つ。国を得たものの、最愛の妃を失った李俶は、複雑な思いを胸に唐の山河を見つめるのだった。                        |                      |                    |          |